# Girl Rising
Girl Rising es una organización internacional que defiende la educación escolar de las niñas. El nombre del movimiento procede de la película documental de 2013 del mismo nombre.

## Documental
El documental fue producido por Kayce Freed, Tom Yellin y Holly Gordon con la colaboración de Paul G. Allen y Jody Allen de la compañía Vulcan Productions. Fue dirigida por Richard E. Robbins y cuenta con las voces superpuestas de Anne Hathaway, Cate Blanchett, Selena Gomez, Liam Neeson, Priyanka Chopra, Chloë Grace Moretz, Freida Pinto, Salma Hayek, Meryl Streep, Alicia Keys y Kerry Washington.
La película cuenta las historias de nueve chicas de nueve países: (Sierra Leona, Haití, Etiopía, Afganistán, Perú, Egipto, Nepal, India y Camboya). Cada chica tenía su historia escrita por un escritor de su país y con la voz de actores de renombre. Sus historias reflejan sus luchas por superar las barreras sociales o culturales. Los escritores son Loung Ung (Camboya), Edwidge Danticat (Haití), Manjushree Thapa (Nepal), Mona Eltahawy (Egipto), Maaza Mengiste (Etiopía), Sooni Taraporevala (India), Maria Arana (Perú), Aminatta Forna (Sierra Leona), Zar Los nombres de las chicas son Sokha (Camboya), Wadley (Haití), Suma (Nepal), Yasmin (Egipto), Azmera (Etiopía), Ruksana (India), Senna (Perú), Mariama (Sierra Leona) y Amina (Afganistán).
| País         | Escritor           | Niña    |
| ------------ | ------------------ | ------- |
| Camboya      | Loung Ung          | Sokha   |
| Haití        | Edwidge Danticat   | Wadley  |
| Nepal        | Manjushree Thapa   | Suma    |
| Egipto       | Mona Eltahawy      | Yasmin  |
| Etiopía      | Maaza Mengiste     | Azmera  |
| India        | Sooni Taraporevala | Ruksana |
| Perú         | María Arana        | Senna   |
| Sierra Leona | Aminatta Forna     | Mariama |
| Afganistán   | Zarghuna Kargar    | Amina   |

## Historia
Los reporteros de Documentary Group decidieron fundar el movimiento a raíz del documental bajo el lema "10x10". En un principio iban a ser diez entrevistas de diez países cada una, pero debido a la falta de presupuesto y de tiempo tuvieron que prescindir de la décima.

## Organizaciones asociadas
La organización está asociada a varias ONGs como: A New Day Cambodia, Plan International, Room to Read, CARE, Partners in Health, World Vision y Girl Up.